# Passiflora tica
Passiflora tica là một loài thực vật có hoa trong họ Lạc tiên. Loài này được Gómez-Laur. & L.D. Gómez mô tả khoa học đầu tiên năm 1981.